# Bergham (Sankt Wolfgang)
Bergham ist ein Ortsteil der Gemeinde St. Wolfgang im oberbayerischen Landkreis Erding.

## Geographie
Die Einöde Bergham liegt 3 Kilometer nordwestlich von Sankt Wolfgang. Sie liegt in der Luftlinie 2 Kilometer südlich der Bundesautobahn 94 und lässt sich von deren Ausfahrt 14 (Lengdorf) über eine 9,5 Kilometer lange Straßenverbindung erreichen.

## Kapelle
Die Hof- und Votivkapelle im Hofraum des Dreiseithofes Bergham 1 ist ein origineller kleiner Bau mit eigenem Türmchen. Sie wurde laut zweier Bezeichnungen 1696 erbaut und 1834 erweitert. Sie ist in die Liste der Baudenkmäler in Sankt Wolfgang eingetragen.

## Bevölkerungsentwicklung

Stadel (Bergham 2)

Um 1971 gab es in Bergham 15 Einwohner. Im Mai 1987 lebten dort nach kleineren Schwankungen der Bevölkerungszahl wieder 15 Einwohner in drei Wohngebäuden.
| Jahr      | 1871 | 1925 | 1950 | 1970 | 1987 |
| Einwohner | 15   | 19   | 15   | 12   | 15   |